# Necremnus tidius
Necremnus tidius är en stekelart som först beskrevs av Walker 1839.  Necremnus tidius ingår i släktet Necremnus och familjen finglanssteklar. Arten är reproducerande i Sverige. Inga underarter finns listade i Catalogue of Life.